# Česká komora
Česká komora byla zřízena roku 1527 v Praze pod plným názvem rada komory královské. Zřídil ji Ferdinand I. ve snaze vytvořit úřad nezávislý na vlivu stavů a také proto, aby měl pod kontrolou správu královských financí. Šlo o nový typ úřadu zcela byrokratického charakteru, který byl obsazován jen králem placenými úředníky, kteří byli odpovědní jemu a nikoli stavovské obci. Někteří z nich dokonce nebyli Češi. Ferdinand vycházel z názoru, že organizovat správu královských příjmů a výdajů náleží výhradně panovníkovi bez ohledu na stavy a pokusil se upravit věc jednotně pro celou Českou korunu (tedy Čechy, Moravu, Slezsko a obojí Lužici). Nový úřad nebyl po chuti stavům, kteří roku 1547 marně protestovali, aby byla komora obsazována českými úředníky a aby nejvyšší mincmistr nepodléhal komoře. 
Česká komora byla zrušena za vlády Marie Terezie roku 1745, kdy její agendu nakrátko přejalo české místodržitelství. Od roku 1749 správu finančních záležitostí převzaly v jednotlivých českých zemích tzv. královské reprezentace s komorou.

## Složení a působnost
Nová komora dostala instrukce v letech 1527, 1530 a 1548. Původně v jejím čele stál nejvyšší nebo starší rada a vedle něho byli čtyři placení radové. Starý mistr královské komory se stal pokladníkem (rentmistrem), pro kancelář a expedici byl zřízen komorní sekretář. Podle potřeby byl ke schůzím komory volán i prokurátor, královská prokuratura tedy byla s českou komorou úzce svázána, v podstatě se královský prokurátor stal advokátem české komory, které byl podřízen. Roku 1530 se mezi rady dostal také podkomoří. Nově byla komora organizována instrukcí z roku 1548: nadále v čele stál prezident z panského stavu, jemuž byli podřízení čtyři radové (z rytířského stavu), z nich jeden byl podkomoří, který byl ale přibírán jen na základě zvláštního vyzvání ke schůzím. Komoře byl podřízen nejvyšší mincmistr, pod jejím dohledem byl i hejtman německých lén. Tehdy bylo reorganizováno i účetní oddělení se čtyřmi účetními rady a kancelář měla dva sekretáře – českého a německého, to odpovídalo rozdělení agendy mezi českou a německou expedici. Komora byla orgán kolegiální – tzn. úředníci rozhodovali společně.
Jak řečeno, působnost komory se vztahovala na celou Českou korunu, později ale byly zřizovány ve vedlejších zemích samostatné finanční úřady, tím byla zužována působnost české komory pouze na Čechy samotné. Její věcná působnost se vztahovala na správu komorního majetku – tedy královského majetku (statků, regálů a měst), správu berní, účetní kontrolu a revizi všech finančních úřadů v zemi, zkoumání a zprostředkování královských dluhů a také soudila v některých komorních věcech, zejména ve sporech mezi poddanými a správci na královských statcích.
Fakticky byla česká komora pod dohledem dvorské komory, která se starala o přehled financí a finanční kontrolu ve všech zemích pod vládou Habsburků. Ve významných záležitostech se česká komora musela nejprve dohodnout s dvorskou komorou, dávala jí zprávy, dostávala od ní předpisy atd. Po formální stránce však byla česká komora nejvyšším úřadem finanční správy České koruny. Roku 1608 se stavové neúspěšně pokusili zbavit českou komoru závislosti na dvorské. Jistou dobu ještě prezidenta české komory navrhovala králi česká dvorská kancelář, ale později tak činila dvorská komora.